# István Liptay
István Liptay (* 10. August 1935 in Szeged; † 18. August 2022) war ein ungarischer Basketballspieler.

## Karriere
István Liptay begann 1948 in der Jugend von Szegedi Lokomotív SK mit dem Basketballspielen. Über Szegedi Postás SE kam er 1950 in die Jugend des Csepel SC, wo er, mit einer Unterbrechung bei Oroszlányi Bányász zwischen 1964 und 1967, seine komplette Karriere verbrachte.
Zwischen 1956 und 1963 bestritt er 54 Länderspiele für die ungarische Nationalmannschaft. Dabei nahm er auch an den Olympischen Spielen 1960 in Rom teil.
Nach seiner Karriere als Spieler übernahm er 1972 für zehn Jahre das Traineramt bei der Damenmannschaft des Csepel SC, und von 1987 bis 1990 trainierte er die Herrenmannschaft des Vereins.